# 埃德蒙·林德马克
埃德蒙·林德马克（瑞典語：Edmund Lindmark，1894年7月6日—1968年2月11日），瑞典男子体操运动员。他曾获得1920年夏季奥运会体操比赛男子团体瑞典式金牌。他也在1924年和1928年夏季奥运会参加了跳水比赛。